# Cristóvão Ferreira
Cristóvão Ferreira (n. en Torres Vedras, Portugal cerca de 1580-m. en Nagasaki, Japón, en 1650) fue un misionero jesuita portugués que se hizo conocido por haber cometido apostasía después de haber sido torturado durante la persecución anticristiana católica de Japón.

## Biografía
Al año de entrar en la Compañía de Jesús, se trasladó con los otros novicios al nuevo noviciado de Campolide en Lisboa. Inició sus estudios en la universidad de Coímbra y, el 4 de abril de 1600, zarpó de Portugal, junto con otros diecinueve jesuitas, bajo la dirección de Pedro de Almeida. Al llegar a Goa (India), los destinados a China y Japón siguieron hasta Macao, donde Ferreira terminó sus estudios.
En 1609 se embarcó para Nagasaki, desde donde fue enviado al seminario de Arima para el aprendizaje del japonés. En Kioto desde 1612, sustituyó a Geronimo Rodrigues en 1615 como superior del distrito central del Japón. Al decretar (1614) Tokugawa Ieyasu la expulsión de los misioneros del Japón, Ferreira continuó, oculto, su apostolado entre los cristianos de Kioto, Fushimi, Tamba y Settsu. Cuando el viceprovincial Rodrigues abandonó Japón (octubre 1617), el nuevo provincial Mateo de Couros llamó Ferreira a Nagasaki como su secretario. En el verano 1618, Ferreira ayudó al visitador de la provincia Francisco Vieira y, encarcelado Carlo Spinola, le sucedió en el cargo de ecónomo provincial.
Ferreira regresó (1621) al Japón central y trabajó, principalmente en Osaka por cuatro años. Desde 1623 a 1632, fue reuniendo datos acerca del martirio de sus compañeros jesuitas en Japón: en especial, sobre el «gran martirio» (4 de diciembre de 1623) de Edo (Tokio), los de la península de Shimabara y de los manantiales sulfúricos de Unzen (1627 y 1628), y el de Ishida Antonio y compañeros - el último relato en enviar a Roma (22 de marzo de 1632). Al morir el provincial Couros (12 de julio de 1632), se hizo cargo de la provincia Sebastião Vieira y, tras su captura (verano 1633), le sucedió Ferreira como provincial en funciones, convirtiéndose en el principal de los jesuitas bajo la opresión del shogunato Tokugawa. Ferreira había sido nombrado viceprovincial el 23 de diciembre de 1632, pero la carta de nombramiento nunca le llegó. Arrestado otro grupo de sacerdotes y religiosos, entre ellos Ferreira (18 de octubre de 1633), fueron llevados a la fosa en Nagasaki (Mártires japoneses). Ferreira apostató después de cinco penosas horas de estar colgado cabeza abajo.
Le dieron una casa en Nagasaki y le insistieron en que se casase con la viuda de un comerciante chino ejecutado, pero ni él ni la mujer lo aceptaron, aunque Ferreira fue obligado a mantener la mujer como ama de casa. Cuando unos mercaderes portugueses lo visitaron en 1635, observaron que la mujer vivía en la casa con él. Ferreira adoptó desde entonces el nombre de Sawano Chuan (en idioma japonés: 沢野忠庵), por el cual se le conoce en la historia de Japón. Documentos fidedignos hablan de un hijo, Sawano Chūjirō, y de dos hijas, pero no se ha podido determinar si eran hijos de Ferreira o del primer matrimonio de la viuda. Ferreira se inscribió en un templo budista de conformidad con la ley japonesa de esa época, y se llamó a sí mismo «un miembro de la secta Zen», pero sus propias publicaciones atestiguan que adoptó una filosofía de la ley natural:

Ver el mundo a nuestro alrededor, vemos que todo está dotado de su propia naturaleza y su mérito; pájaro o bestia, insectos o peces, hierba o árbol, tierra o piedras, el aire o el agua, cada uno tiene su calidad natural y el mérito. Todo esto es la obra de la naturaleza. El hombre se coloca a la cabeza de toda la existencia y el cielo ha dotado a la humanidad con las facultades naturales de caridad, justicia, decencia y sagacidad.

Para ganarse la vida, Ferreira trabajó como intérprete y traductor de documentos portugueses y españoles; evitó el trato con los extranjeros, que sus compatriotas interpretaron como un sentimiento de vergüenza por su apostasía, aunque, tal vez, se le prohibió para que no lo indujeran a retractar su negación del cristianismo. Cuando Antonio Rubino y sus compañeros fueron capturados (1642), un apóstata, llamado Juan, hizo de intérprete; y se ha pensado que este nombre era una corrupción de Chuan (=Ferreira), pero no hay prueba cierta. Ni parece que Ferreira fuese el inventor del fumie (pisar una imagen sacra en señal de apostasía), ya que se usaba antes de la caída de Ferreira (según Kataoka Yakichi).
En 1636 apareció el folleto Kengiroku (Una revelación de falsedades), atribuido a Ferreira, de cuya autoría se dudó ya en 1930 (Anesaki Masaharu). Fue Ferreira, sin embargo, quien hizo la traducción de un tratado científico Kenkon Bensetsu (Explicación crítica del cielo y la tierra), en cuya introducción figura como traductor. Aunque entre 1634-1650 nada indica que se ocupase en actividades médicas, su valía en el progreso de la medicina en el Japón no radicó tanto en sus conocimientos médicos, cuanto en su labor de intérprete y, posiblemente, de traductor. La apostasía de Ferreira causó gran impresión en el Extremo Oriente y Europa. No se escatimaron esfuerzos para lograr su conversión. Al menos, lo intentaron en vano tres jesuitas: Pedro Kasui Kibe, por dos veces (1636 y 1639), Marcello Mastrilli (1637) y Rubino (1643). Murieron todos en el tormento de la fosa.
Ferreira participó en los juicios de otros jesuitas capturados. Él estaba a menudo presente durante el uso del fumie, por el que presuntos cristianos fueron obligados a pisotear la imagen de Jesucristo.
En 1652 llegó a Europa la noticia de la retractación de Ferreira y de su ulterior martirio en la fosa. Desde luego, no hay duda que murió el 4 o 5 de noviembre de 1650, según se sigan las versiones dispares del registro del templo budista, donde fue enterrado, o de los holandeses de Dejima. Recientemente, Josef Franz Schütte ha examinado cuidadosamente los informes del posible martirio de Ferreira y se inclina a juzgarlos dignos de crédito. Estos indican que Ferreira tenía más de ochenta años (en realidad, setenta) y que guardaba cama desde hacía años por estar enfermo y débil. Un gran cambio se había operado en su espíritu y, aborreciendo su anterior caída, manifestaba su convicción interna en voz alta. Sus vecinos lo oyeron e informaron a los guardias, quienes, al principio, le tomaron por loco, pero ante su insistencia, lo comunicaron al gobernador y lo llevaron al tormento de la fosa. La sentencia se quiso aplicar en secreto para evitar conmoción en la ciudad, pero, de hecho, muchos japoneses, tanto cristianos como no cristianos, fueron testigos de que Ferreira dio su vida por Cristo.

## Obras
Después de su apostasía Ferreira escribió varios libros, entre ellos tratados de astronomía y medicina occidentales que fueron ampliamente distribuidos en el periodo Edo. También escribió un libro de forma privada en la religión titulado「顕疑録」(El engaño revelado) en 1636, pero no fue publicado hasta 300 años después.